# Dreiländerbrücke
Die Dreiländerbrücke (französisch Passerelle des Trois Pays), in der Planungs- und Bauphase Passerelle über den Rhein genannt, ist die längste als Bogenbrücke ausgeführte Radfahrer- und Fußgängerbrücke der Welt. Sie verbindet die deutsche Stadt Weil am Rhein in Südbaden und das französische Huningue (Hüningen) im Elsass. Der Name leitet sich vom Dreiländereck Deutschland-Frankreich-Schweiz ab, welches weniger als 200 Meter von der Brücke entfernt liegt. Vor dem Bau der Brücke wurde eigens ein deutsch-französischer Staatsvertrag geschlossen. Die markante Bogenkonstruktion soll die starke Verbindung beider Staaten symbolisieren. Die Brücke und ihre Konstruktion hat diverse Architektur- und Ingenieurpreise erhalten.

## Lage
Die Dreiländerbrücke verbindet den westlichen Teil von Weil am Rhein (Stadtteil Friedlingen) mit dem östlichen von Huningue. Um die Sichtachse zwischen der Hauptstraße von Weil und der gegenüberliegenden Rue de France zum zentralen Marktplatz von Huningue nicht zu stören, ist die Dreiländerbrücke einige Meter versetzt dazu errichtet worden. Der eigentliche Punkt, an dem sich die drei Länder Frankreich, Schweiz und Deutschland treffen (→ Dreiländerecke Europas), befindet sich rund 200 Meter südlich der Brücke in der Mitte des Rheins. Auf der Weiler Seite befindet sich unmittelbar an der Brücke der Rheinpark sowie das große Einkaufszentrum Rheincenter.
Am Rheinpark beginnt der Dreyland Dichterweg, der über die Dreiländerbrücke nach Frankreich und dann in die Schweiz führt. Auf zwei dutzend Tafeln entlang des Weges werden alemannische Dichter und ihre Werke vorgestellt. Die Brücke befindet sich am Rheinkilometer 170.
Der Südschwarzwald-Radweg überquert die Dreiländerbrücke.

## Geschichte

### Planungsgeschichte
Die Dreiländerbrücke befindet sich genau an der Stelle, an der sich die am 20. Oktober 1944 von amerikanischen Brandbomben zerstörte Hüninger Schiffbrücke befand. Der erste Übergang an dieser Stelle wurde für die Festung Hüningen erbaut und 1797 durch französische Truppen zerstört. Bis zur Eröffnung der Palmrainbrücke für Straßenfahrzeuge der Bundesstraße 532 verkehrte an dieser Stelle eine Autofähre.
Die Idee zur Erstellung einer neuen direkten Brückenverbindung zwischen Weil am Rhein in Deutschland und Huningue in Frankreich geht auf das Jahr 1996 zurück. Bereits am 20. Oktober 1997 wurde eine schriftliche Absichtserklärung beider Städte aufgesetzt. Am 10. Februar 2000 wurde der Brückenbau vom Gemeinderat einstimmig beschlossen. Am 12. Juni 2001 fand in Freiburg im Breisgau ein Gipfeltreffen aus Vertretern beider Länder statt, bei dem das Abkommens zwischen der Bundesrepublik Deutschland und der französischen Republik über den Bau und die Erhaltung von Grenzbrücken über den Rhein, die nicht in der Baulast der Vertragsparteien liegen unterzeichnet wurde. Am 21. Juni 2001 wurde ein Architektenwettbewerb ausgelobt, aus dem am 19. Oktober im selben Jahr der österreichische Architekt Dietmar Feichtinger und das Büro LAP Leonhardt, Andrä und Partner als Sieger hervorgingen. Das Bebauungsplanverfahren dauerte vom 23. Mai 2000 bis zum 22. Juli 2005. Die Baudurchführung wurde am 31. Mai 2005 europaweit ausgeschrieben und am 6. Oktober an das bayerische Bauunternehmen Max Bögl vergeben.

### Bau und Montage
Nach dem Baubeginn auf französischer Uferseite am 10. April 2006 wurde am 2. Mai die feierliche Grundsteinlegung in Huningue begangen. Am 19. Juni begann die Montage der Stahlbauelemente. Am 12. November fand das Einschwimmen des Brückenüberbaus statt. Dabei wurde das Hauptstück der Brücke als Ganzes zunächst rund einen Kilometer stromabwärts am französischen Rheinufer montiert, erst dann „eingeschwommen“ und „eingehoben“. Die einzelnen Montageschüsse wurden auf dem Wasserweg angeliefert und vor Ort geschweißt.
Der Querverschub auf die Pontonschiffe wurde am 8. November 2006 mit Schwerlastwagen vorgenommen. Die Pontonschiffe wurden einen Tag später mit Hilfe von Seilwinden langsam in die endgültige Position zwischen die Auflager an beiden Rheinufern gedreht. Das Eindrehen und Absetzen der Brücke wurde durch langsames Fluten der Pontos durchgeführt. Danach wurden die Bolzenverbindungen der Endabspannungen fixiert und nach abschließender Vermessung und Kontrolle der Kräfte in die Lager untergegossen. So konnte bereits am 24. November 2006 der Brückenbau beendet werden.

### Seit Eröffnung

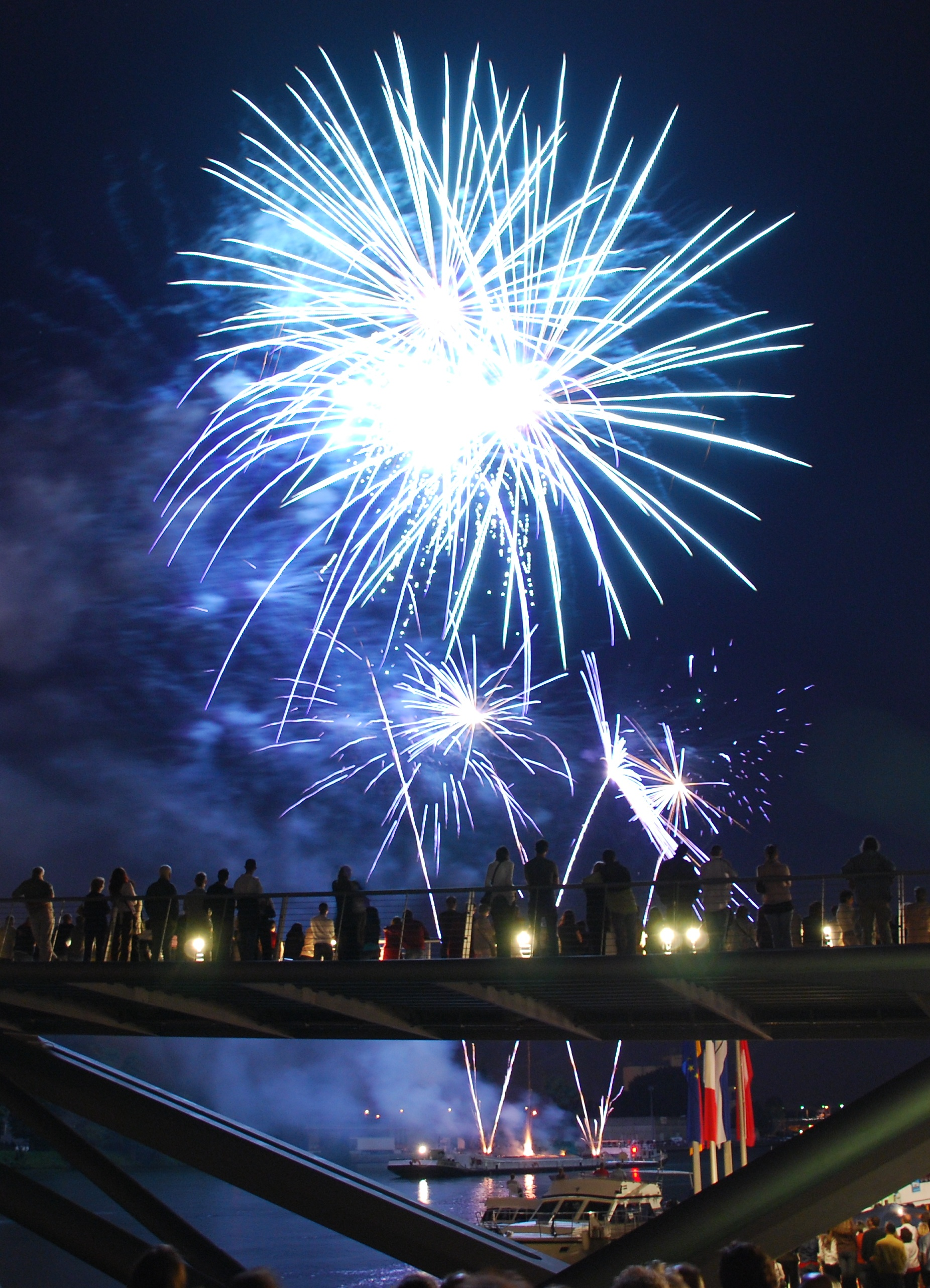
Feierliche Eröffnung der Dreiländerbrücke am 30. Juni 2007

Die Brücke wurde bereits seit dem 31. Dezember 2006 genutzt. Am 13. Januar 2007 testeten 600 Freiwillige beider Rheinseiten die neue Fußgängerverbindung auf ihr Schwingungsverhalten. Die endgültige Verkehrsfreigabe erfolgte nach Abschluss aller behördlichen Prüfungen am 30. März 2007. Die offizielle Einweihung mit einem großen Brückenfest fand am 30. Juni und 1. Juli 2007 in Anwesenheit des baden-württembergischen Ministerpräsidenten Günther Oettinger und des französischen Senatspräsidenten Christian Poncelet und mit 75.000 Besuchern statt. Die beiden Städte feierten damit zugleich das 45-jährige Bestehen ihrer Städtepartnerschaft. Aufgrund des großen Erfolges (erwartet wurden zuvor 40.000 bis 50.000 Besucher) wurde an eine Wiederholung des Festes im fünfjährlichen Turnus gedacht und diese im Jahr 2017, zum zehnjährigen Bestehen der Brücke, auch begangen.

## Beschreibung
Die Dreiländerbrücke, eine Bogenbrücke mit mittenliegender Fahrbahn, hat mit 229,4 Metern die weltweit längste Stützweite einer Fußgängerbrücke. Ihre Gesamtlänge ohne Zugangsrampen beträgt 248 Meter. Der Bogenstich misst lediglich 20 Meter, der Bogenscheitel liegt maximal 26 Meter über dem Wasser, das Brückendeck ungefähr 14 Meter unter dem Bogenscheitel. Die Breite des Brückendecks beträgt in der Brückenmitte 5 Meter, die sich zu beiden Uferseiten auf 7 Meter aufweitet. Sie ist mit Rampen und Treppen an die Uferstraßen angeschlossen. Am französischen Ufer befindet sich außerdem ein Aufzug.
Die stählerne Tragkonstruktion der Brücke ist asymmetrisch: an der Nordseite des Brückendecks stehen zwei vertikale Bögen mit einem hexagonalen 900 Millimeter Hohlquerschnitt dicht nebeneinander, die die Hauptlast tragen. An der anderen Seite steht ein gleich großer, nach innen geneigter Bogen aus einem Stahlrohr. Die Bögen sind durch schmale Traversen verbunden. Sie lagern auf dicht am Ufer stehenden Betonsockeln. Die stärkere, vertikale Bogen ist nach Norden ausgerichtet, der südliche Bogen ist dazu um 16 Grad geneigt und wird von einem Stahlrohr von 609 Millimeter Durchmesser gebildet.
Wie bei einer abgewandelten Stabbogenbrücke nehmen die Lager nur die lotrechten Kräfte auf, während der horizontale Schub der Bögen durch Streben in das darüber liegende Brückendeck geleitet wird, das als Zugband fungiert und dadurch die horizontalen Kräfte neutralisiert. Augenstäbe zwischen den Enden des Brückendecks und als Zugpfeiler fungierenden gesonderten Betonsockeln im Uferbereich wirken aufwärts gerichteten Kräften entgegen. Die Lagerung der Bodenfußpunkte auf der französischen Uferseite wird im nördlichen Bogen durch zwei, beim südlichen Bogen durch drei allseits verschiebbare Kalottenlager realisiert. Sie drehen sich auf unterschiedlichen Radien, jedoch zum gemeinsamen Mittelpunkt.
Das Brückendeck besteht aus einer orthotropen Platte, die in Längsrichtung leicht gewölbt ist, um für die Rheinschifffahrt das erforderliche Lichtraumprofil freizuhalten. Es ist mit vollverschlossenen Stahlseilen an den Bögen angehängt. Die Seile sind schräg angeordnet, so dass sie oben und unten jeweils dicht nebeneinander in den Bögen bzw. dem Brückendeck verankert sind. Für die Stahlseile wurden insgesamt 805 Meter Kabel mit einem Durchmesser zwischen 30 und 60 Millimeter verwendet.
Die Stahlkonstruktion hat eine Gesamtmasse von 1000 Tonnen und insgesamt wurden 1798 Kubikmeter Beton verbaut.

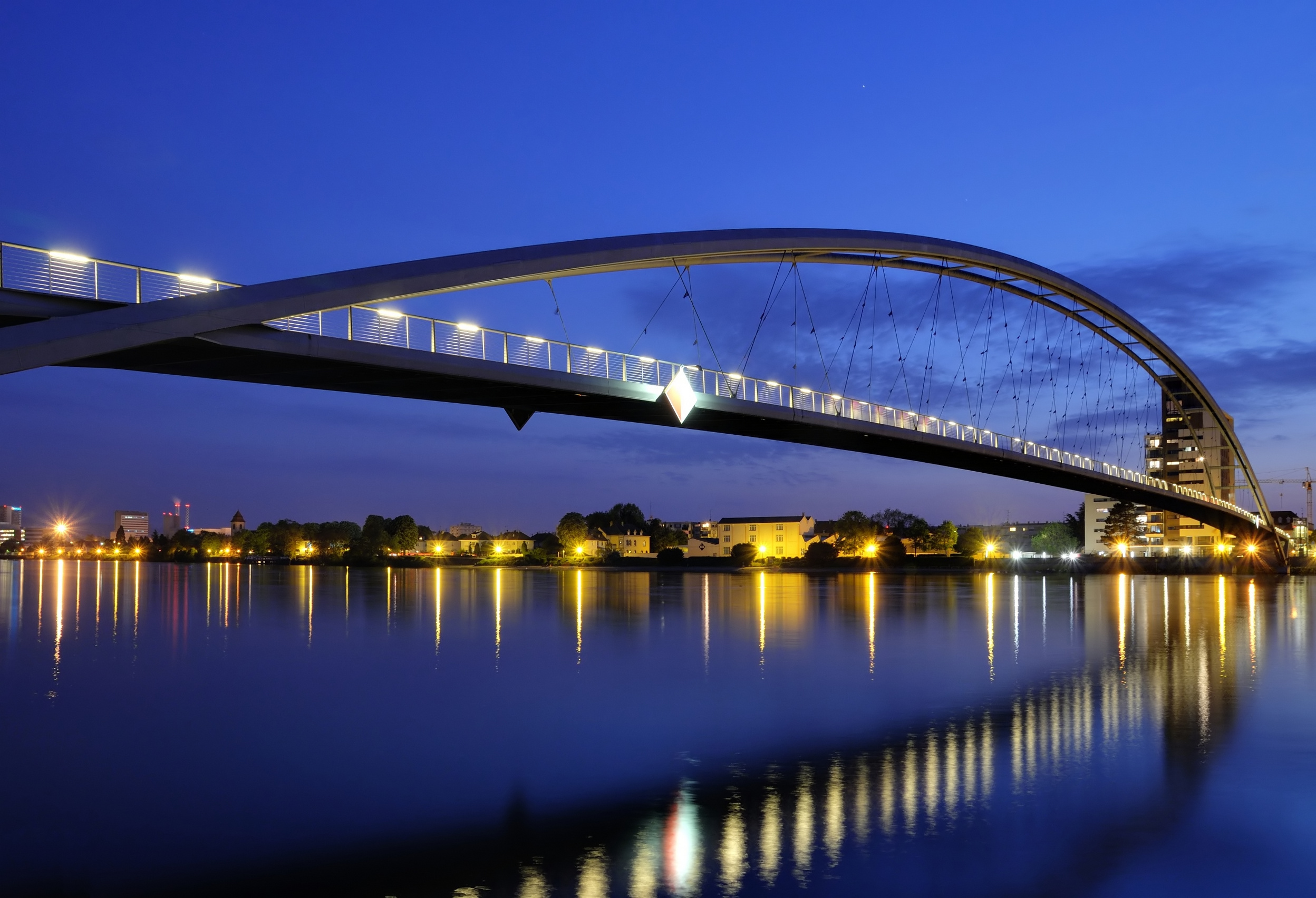
Dreiländerbrücke zur Abenddämmerung
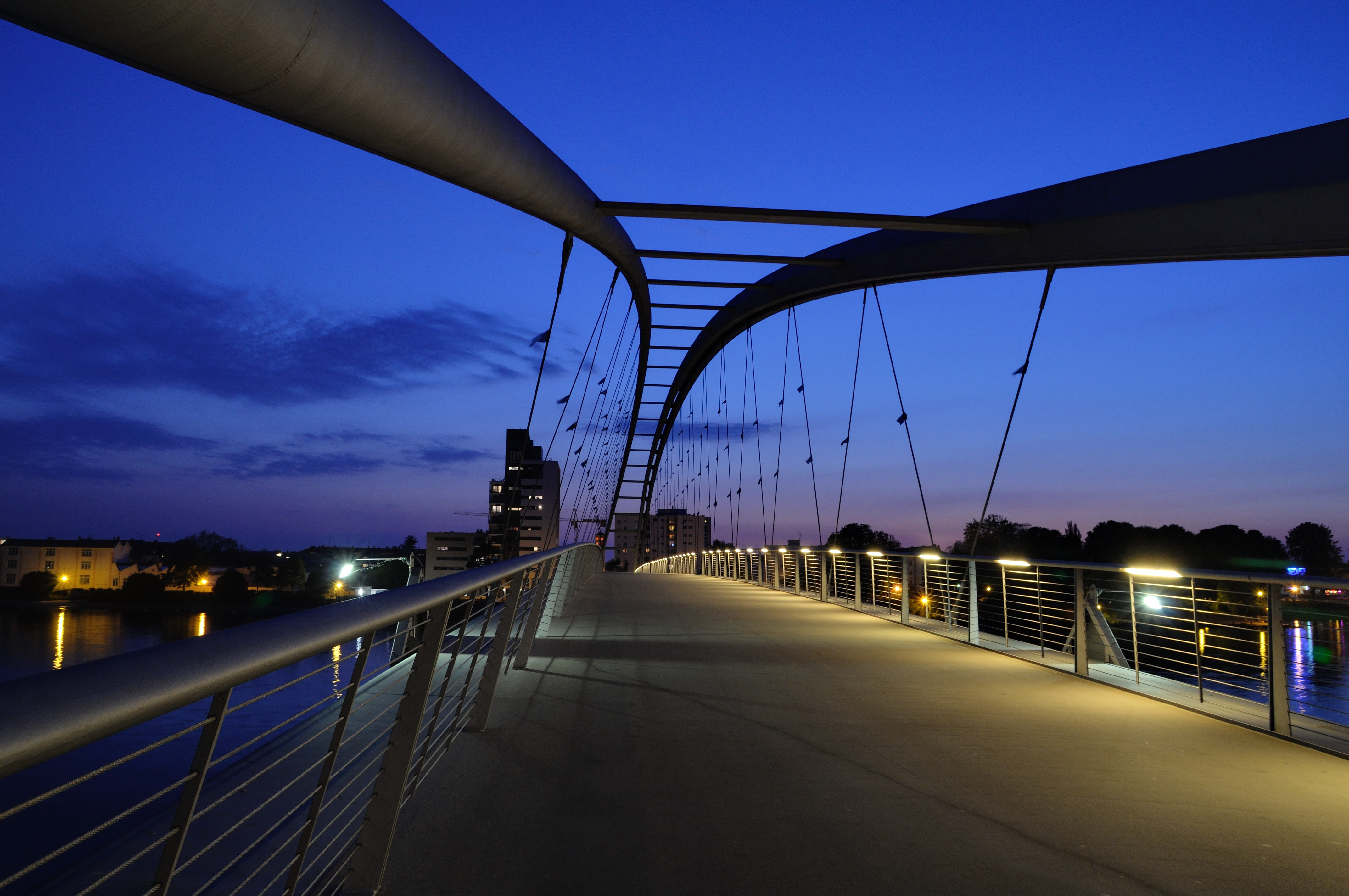
Trasse und asymmetrische Bogenkonstruktion
Rampe und Aufzug auf der französischen Seite
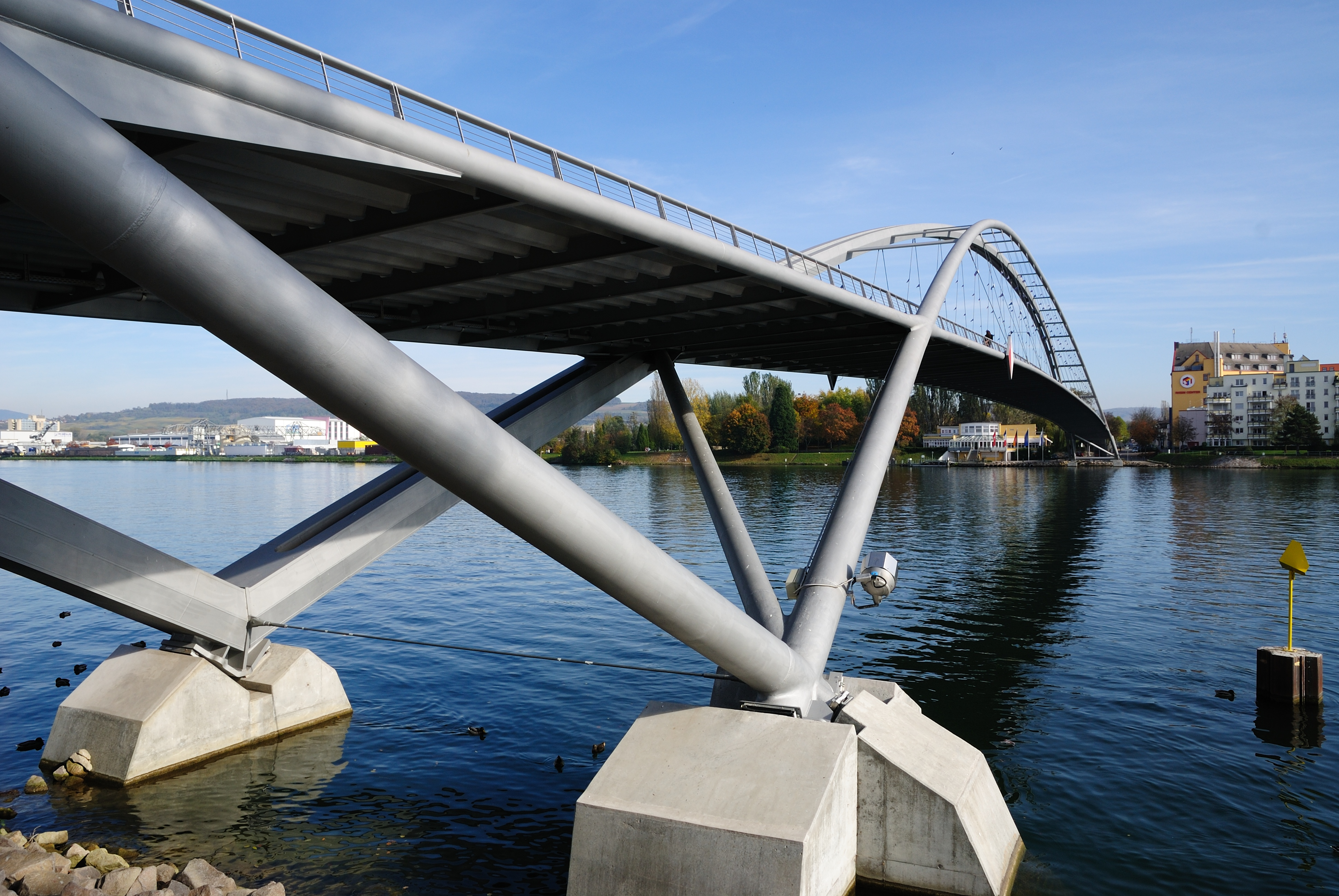
Detailansicht der Stahlbogenkonstruktion
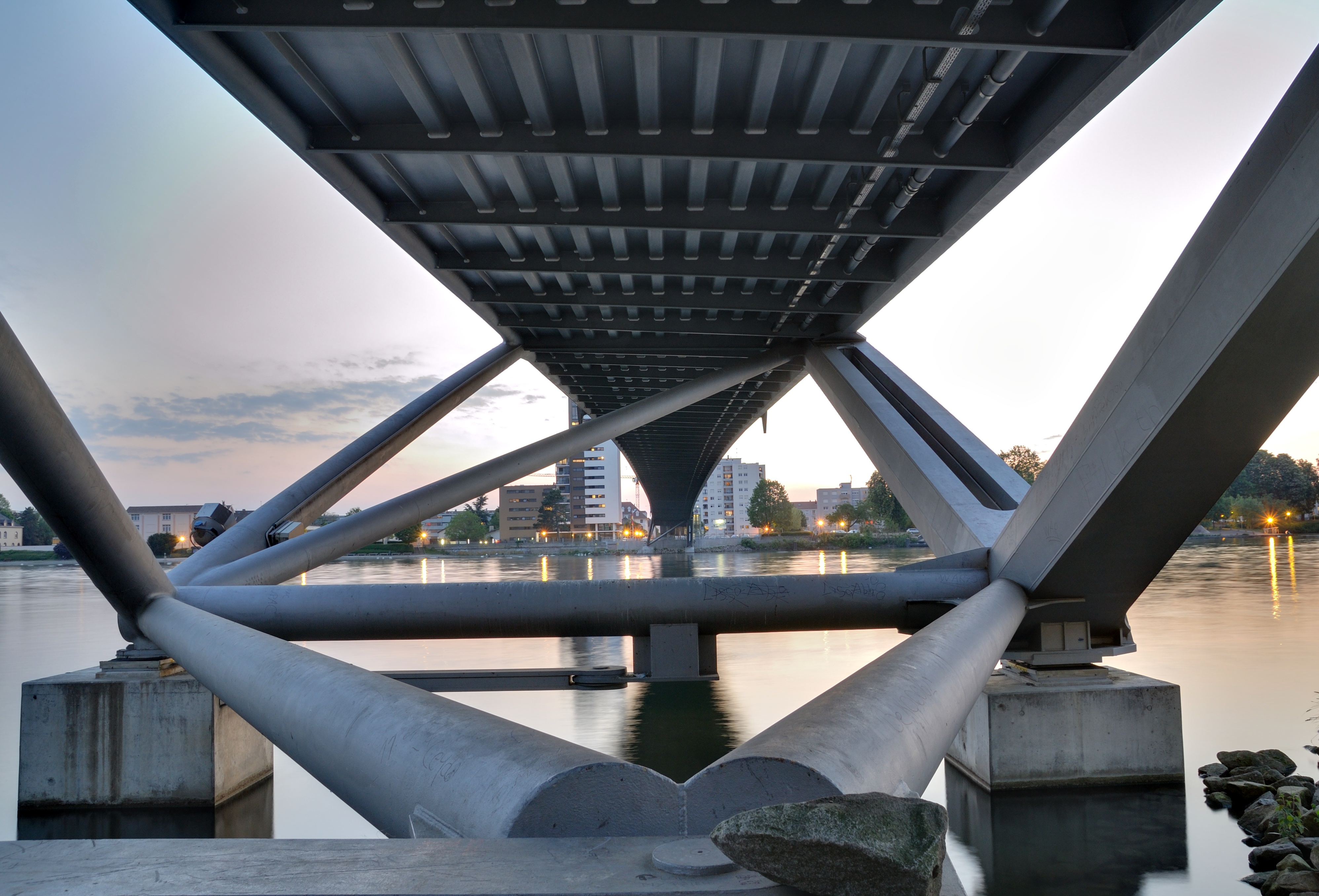
Detailansicht der Stahlbogenkonstruktion

## Baukosten und Situation

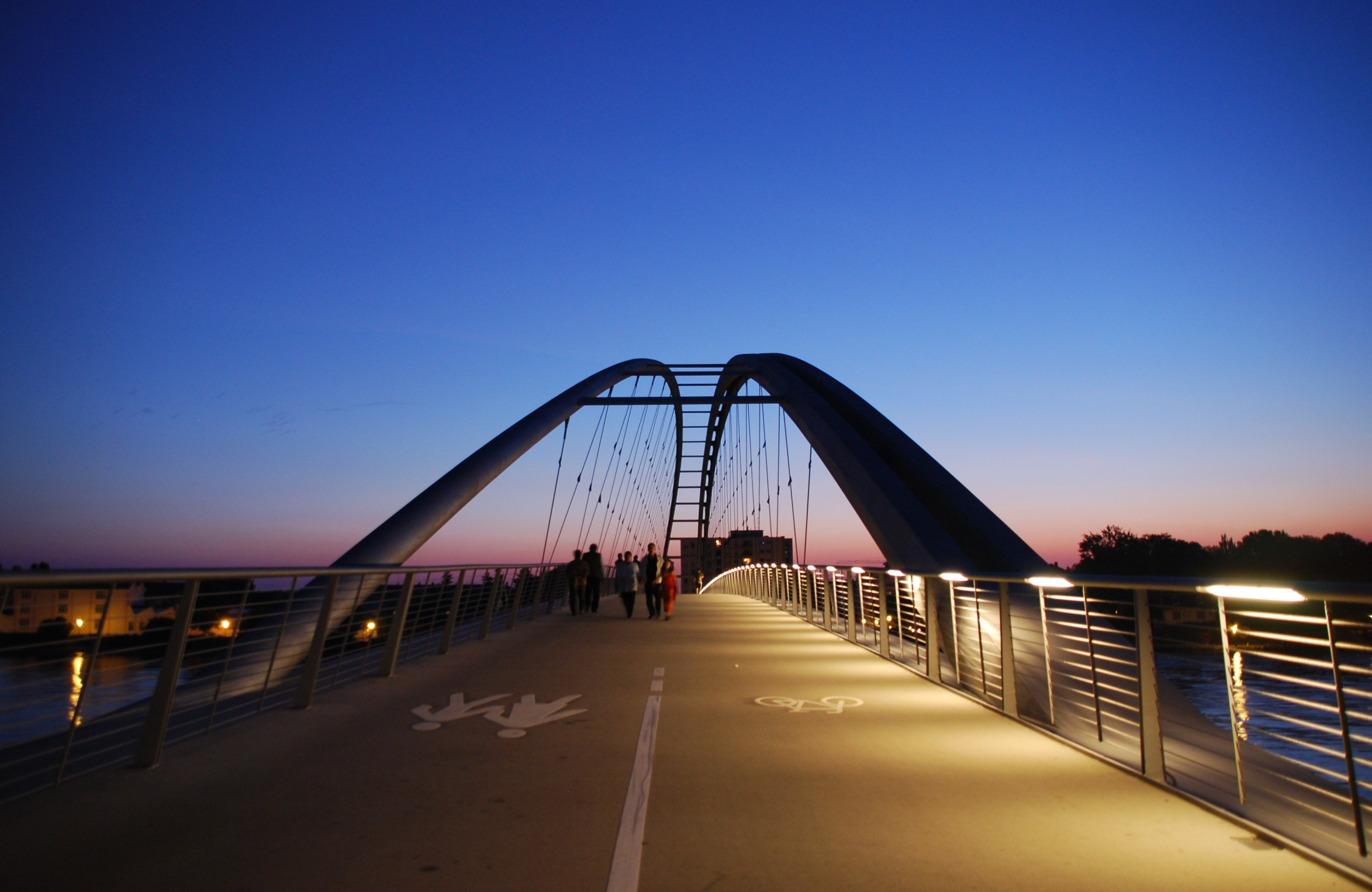
Die Trasse der Dreiländerbrücke; die Asymmetrie der Konstruktion ist gut zu erkennen.

Die Nettobaukosten betrugen rund sieben Millionen Euro, die Bruttogesamtkosten werden mit zehn Millionen Euro angegeben. Die Kosten wurden von verschiedenen Parteien getragen und setzen sich wie folgt zusammen:
| Träger bzw. Quelle                              | Beitrag        |
| ----------------------------------------------- | -------------- |
| Land Baden-Württemberg                          | 2.900.000 Euro |
| Communauté de Communes des Trois Frontières     | 2.165.000 Euro |
| Europäische Union                               | 1.680.000 Euro |
| Stadt Weil am Rhein                             | 1.194.000 Euro |
| Rückerstattung der französischen Mehrwertsteuer | 780.000 Euro   |
| Département Haut-Rhin                           | 706.000 Euro   |
| Région Alsace                                   | 425.000 Euro   |
| Ville de Huningue                               | 150.000 Euro   |

Darüber hinaus trug eine Spende in Höhe von 125.000 Euro des Fördervereins „Bürgerbrücke e. V. Weil am Rhein“ zur Finanzierung bei.
Von Basel-Kleinhüningen aus wird die Dreiländerbrücke seit 1. April 2007 jeden Sonntag durch eine Fähre mit Solarantrieb angefahren. Sie wird von der am 28. März 2007 eigens neu gegründeten „IG Rheinbogen“ betrieben. Da die Brücke und ihr Umfeld seit der Freigabe rasch zu einem stark frequentierten Anziehungspunkt wurde, überlegt die Basler Schifffahrtsdirektion nun, vom Dreiländereck-Monument einen Steg zur Nordspitze des Kleinhüninger Hafens (mit dem nördlichen Brückenkopf beim Glashaus hinter dem Einkaufscenter „Rhein-Center“) zu errichten, um einen Rundkurs durch alle drei Länder zu ermöglichen. Der Rundweg würde, von der Dreirosenbrücke in Basel ausgehend, am Rheinufer entlang und durch das Kleinhüninger Hafengebiet bis zur Dreiländerbrücke, dann auf der französischen Rheinseite über Huningue wieder zur Dreirosenbrücke zurück verlaufen.

## Auszeichnungen

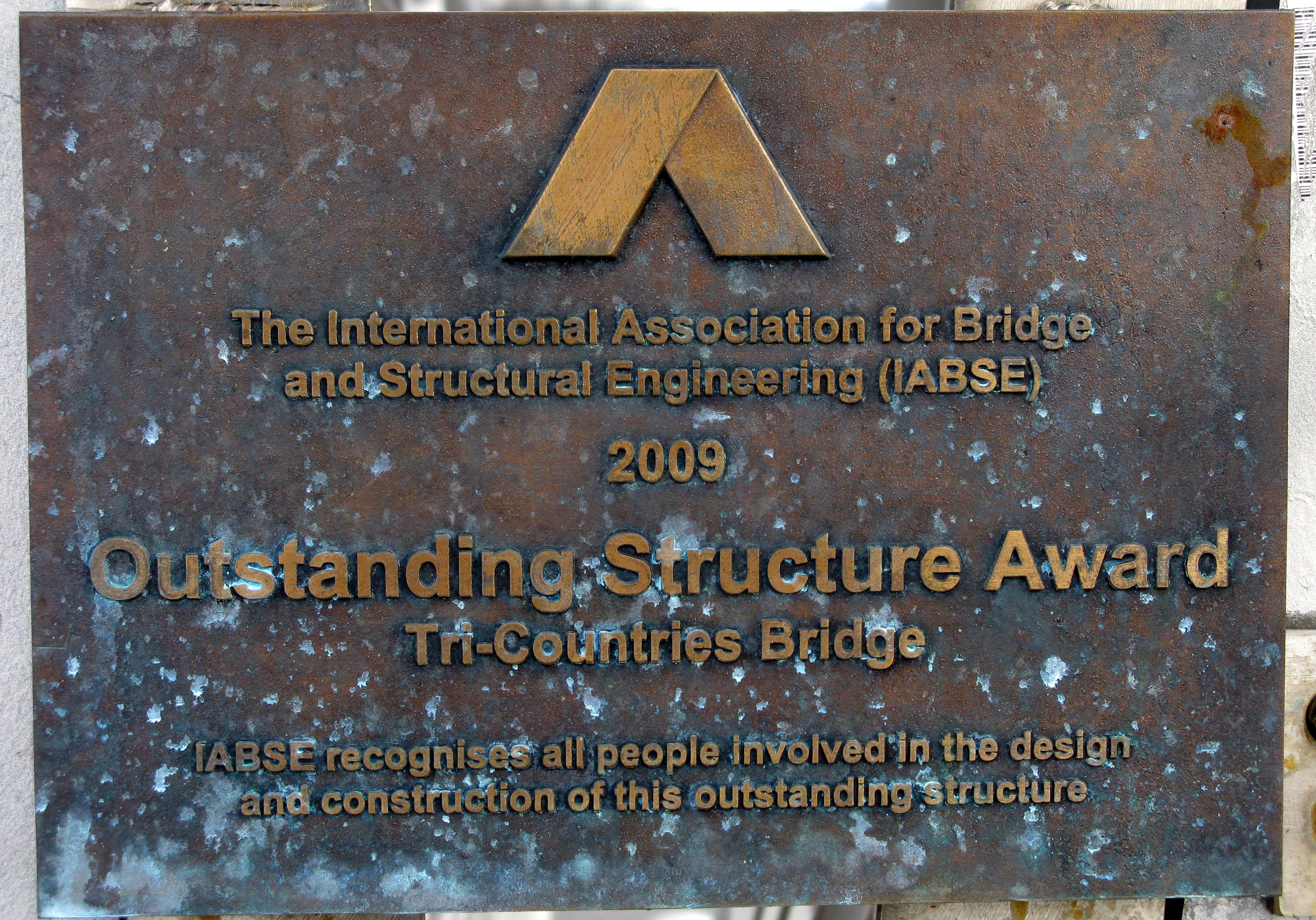
Erinnerungsplakette an die IABSE-Auszeichnung

Die Dreiländerbrücke wurde in der Kategorie „Fußgänger- und Radwegbrücken“ mit dem Deutschen Brückenbaupreis 2008 ausgezeichnet, da gemäß Juryurteil „bei diesem Bauwerk mit herausragenden innovativen Ideen der Gleichklang von Gestaltung, Funktion und Konstruktion perfekt gelungen ist.“ Am 9. September 2009 erhielten die Brücke sowie der Architekt und der verantwortliche Ingenieur den „Outstanding Structure Award“ der International Association for Bridge and Structural Engineering (IABSE). Weitere Auszeichnungen der Dreiländerbrücke sind der Renault Traffic Future Award (2007), der Arthur G. Hayden Medal Award der International Bridge Conference/Pittsburgh (2008), der erste Preis in der Kategorie Fußgänger- und Radfahrerbrücken, ausgelobt von der in Brüssel ansässigen Europäischen Vereinigung der Stahlbauer ECCS (2008), der Footbridge Award (2008) sowie der Structural Award (2008), der seit 1968 von der Organisation der Bauingenieure Institution of Structural Engineers (IStructE) verliehen wird.